# Ибрахим-шах Лоди
Ибрахим-шах II Лоди (? — 21 апреля 1526) — последний представитель династии Лоди на престоле Делийского султаната. Правил в 1517—1526 годах.

## Биография
Был младшим сыном султана Сикандар-шаха II. В 1517 году унаследовал трон делийского султаната. В отличие от отца, довольно быстро вступил в конфликт с афганской знатью за Джангир. Одновременно проявила себя жёсткая политика государства против немусульман в период его правления. Сначала восстал брат Ибрахима — Джалал, захвативший Джаунпур. Однако Ибрахим сумел отвоевать эту область, а затем захватил Гвалиор.
Казнь ряда значительных представителей знати привела к новому восстанию. В это время рана Санграм Сингх заключил союз с Бабуром и Даулат-ханом Лоди, наместником Лахора, против султана Ибрахима Лоди. В результате 21 апреля 1526 состоялась решающая битва при Панипате, в которой войска Лоди потерпели поражение, а сам султан погиб.

## В культуре
Ибрахим-шах стал персонажем индийского телесериала 2021 года «Империя».